# Narrillos del Álamo
Narrillos del Álamo – gmina w Hiszpanii, w prowincji Ávila, w Kastylii i León, o powierzchni 29,35 km². W 2011 roku gmina liczyła 91 mieszkańców.